# Szempilla

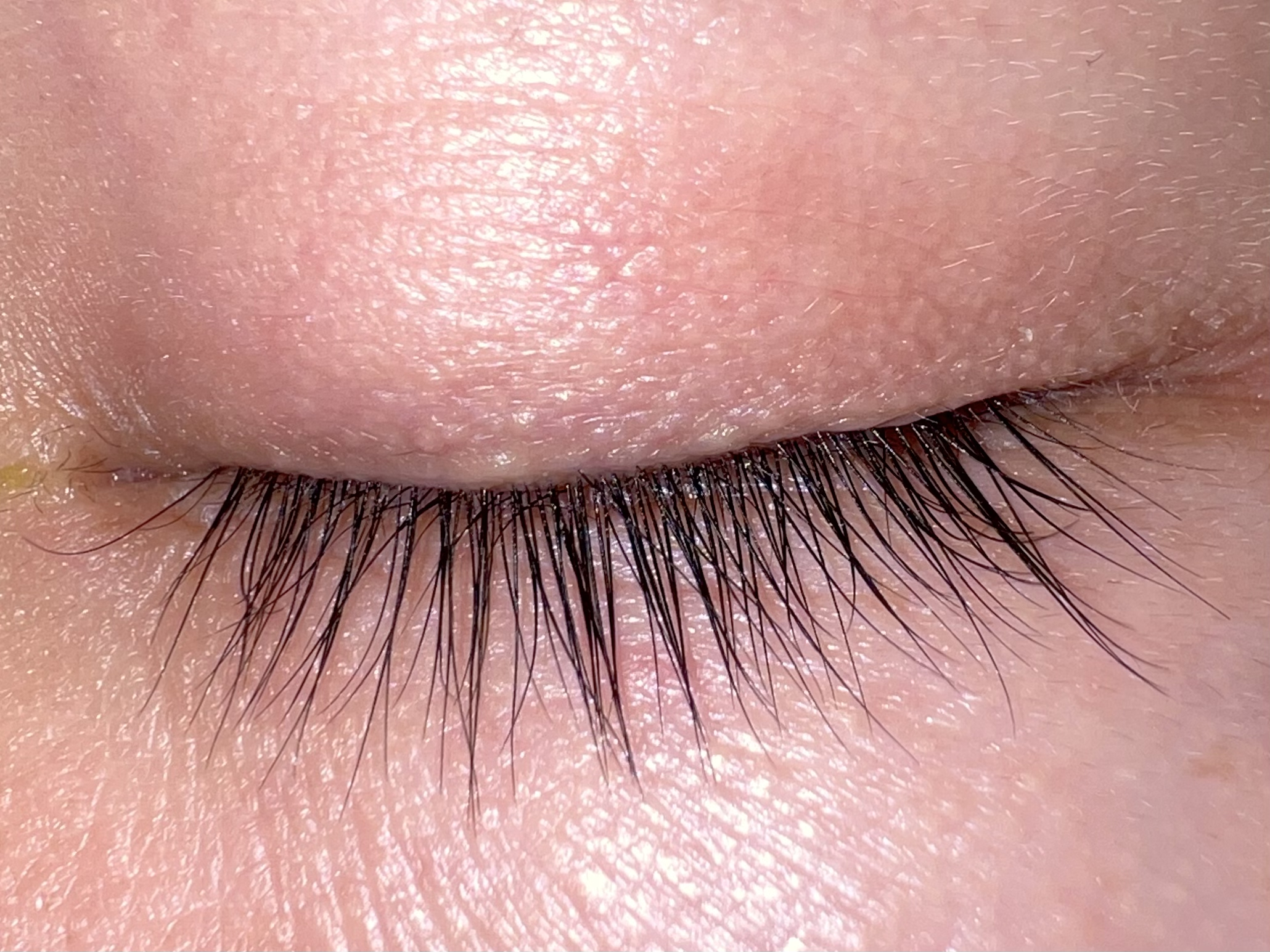
Emberi szempillák

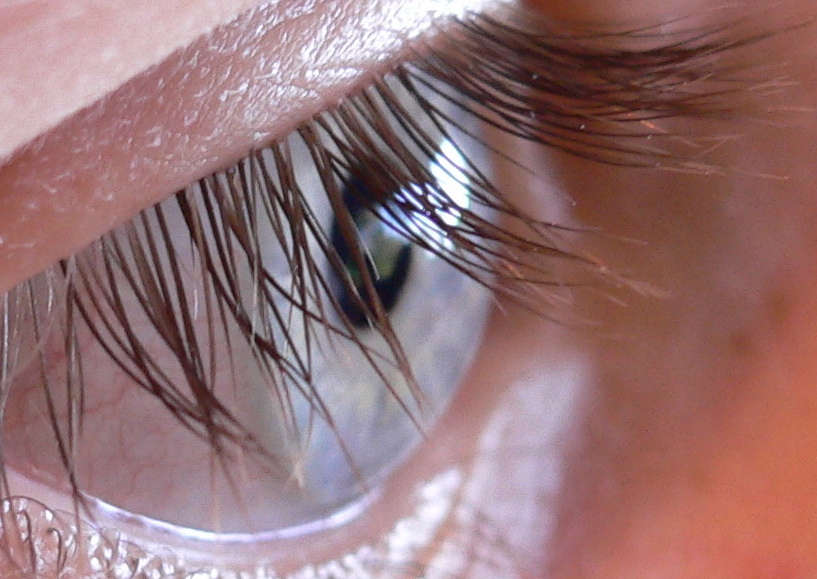

A szempilla (más néven pilla, latinul: cilia) az egyik szőrszál, amely a felső és alsó szemhéjak szélén nő, kifelé és távol az szemtől. A szempillák akár hat rétegben is nőhetnek mindkét felső és alsó szemhéjon. A szempillák azért is vannak, hogy megvédjék a szemet a szennyeződésektől, porzástól és apró részecskéktől, és érzékenyek az érintésre, így figyelmeztetnek is, ha valamilyen tárgy vagy rovar közelít a szemhez (amely aztán reflexszerűen bezárul). Azon a szemhéjszélen, ahol a szempillák nőnek, az emberi test egyik legérzékenyebb része található, sok idegvégződés borítja a szempillák gyökerét, nagyon érzékenyvé téve a könnyű érintésre történő reakciót a szempilla segítségével, lehetővé téve, hogy aktiválja a pislogási reflexet, amikor megérintik. A szempillák emellett fontos szerepet játszanak a fizikai vonzerőben is, kiemelve a szemeket.